# Uri Zwillinger
Uri Zwillinger (hebr. אורי צבילינגר) – izraelski brydżysta.

## Wyniki brydżowe

### Zawody światowe
W światowych zawodach zdobył następujące lokaty:
| Mistrzostwa Świata. Konkurencja teamów | Mistrzostwa Świata. Konkurencja teamów | Mistrzostwa Świata. Konkurencja teamów | Mistrzostwa Świata. Konkurencja teamów | Mistrzostwa Świata. Konkurencja teamów | Mistrzostwa Świata. Konkurencja teamów |
| Rok                                    | Miejsce                                | Zawody                                 | Kategoria                              | Drużyna                                | Pozycja                                |
| -------------------------------------- | -------------------------------------- | -------------------------------------- | -------------------------------------- | -------------------------------------- | -------------------------------------- |
| 1998                                   | Lille                                  | 10. Mistrzostwa Świata                 | Open                                   | Libovitz                               | 129                                    |

### Zawody europejskie
W europejskich zawodach zdobył następujące lokaty:
| Zawody europejskie. Konkurencja teamów | Zawody europejskie. Konkurencja teamów | Zawody europejskie. Konkurencja teamów | Zawody europejskie. Konkurencja teamów | Zawody europejskie. Konkurencja teamów | Zawody europejskie. Konkurencja teamów |
| Rok                                    | Miejsce                                | Zawody                                 | Kategoria                              | Drużyna                                | Pozycja                                |
| -------------------------------------- | -------------------------------------- | -------------------------------------- | -------------------------------------- | -------------------------------------- | -------------------------------------- |
| 2003                                   | Mentona                                | 1. Otwarte Mistrzostwa Europy          | Miksty                                 | Zwillinger                             | 9                                      |
| 2002                                   | Warszawa                               | 1. Puchar Europy Teamów                | Open                                   | Israel                                 | 2                                      |
| 1994                                   | Barcelona                              | 3. Mistrzostwa Europy Mikstów          | Miksty                                 | Birman                                 | 59                                     |

| Zawody europejskie. Konkurencja par | Zawody europejskie. Konkurencja par | Zawody europejskie. Konkurencja par | Zawody europejskie. Konkurencja par | Zawody europejskie. Konkurencja par | Zawody europejskie. Konkurencja par |
| Rok                                 | Miejsce                             | Zawody                              | Kategoria                           | Partner                             | Pozycja                             |
| ----------------------------------- | ----------------------------------- | ----------------------------------- | ----------------------------------- | ----------------------------------- | ----------------------------------- |
| 2003                                | Mentona                             | 1. Otwarte Mistrzostwa Europy       | Mikst                               | Danijela Birman                     | 84                                  |
| 2001                                | Sorrento                            | 11. Mistrzostwa Europy Par          | Open                                | Gadi Leibovitz                      | 92                                  |
| 1999                                | Warszawa                            | 10. Mistrzostwa Europy Par          | Open                                | Gadi Leibovitz                      | 80                                  |
| 1997                                | Haga                                | 9. Mistrzostwa Europy Par           | Open                                | Gadi Leibovitz                      | 98                                  |
| 1995                                | Rzym                                | 8. Mistrzostwa Europy Par           | Open                                | Gadi Leibovitz                      | 157                                 |
| 1994                                | Barcelona                           | 3. Mistrzostwa Europy Mikstów       | Miksty                              | Danijela Birman                     | 257                                 |
| 1989                                | Salsomaggiore                       | 5. Mistrzostwa Europy Par           | Open                                | Danijela Birman                     | 103                                 |

## Klasyfikacja
- Uri Zwillinger – klasyfikacja WBF (ang.)
- Uri Zwillinger – klasyfikacja EBL (ang.)